# Blue Jean
GLAY的第31張單曲，普通盤有發行台壓版。

## 簡介
- 「南東風 〜PEACEFULL SESSION〜」原本預定在2004年7月14日發行單曲。
- 『初回限定盤』是數量限定的『牛仔布特殊包裝』、並且可以獲得GLAY EXPO 2004的海報一張。

## 收錄曲目
1. Blue Jean
收錄在抒情精選ベストアルバム『-Ballad Best Singles- WHITE ROAD』，A面精選輯『THE GREAT VACATION VOL.1 〜SUPER BEST OF GLAY〜』收錄的則是重新混音版。
2. 南東風 〜PEACEFUL SESSION〜
3. 一切，都是愛 -Lavie d'une petite fille-
4. 一切，都是愛 -Lavie d'une petite fille- (Acoustic Version)
5. Blue Jean (Instrumental)

## 收錄專輯
- -Ballad Best Singles- WHITE ROAD
- THE GREAT VACATION VOL.1 〜SUPER BEST OF GLAY〜
- rare collectives vol.3